# Høgnorsk
Le høgnorsk (« haut-norvégien ») est une langue écrite officieuse en Norvège. C'est en réalité une variante du nynorsk et du landsmål. Le høgnorsk s'inscrit dans la tradition initiée par Ivar Aasen et tente de conserver un certain art d'écrire à la norvégienne.
Nombre de mots en høgnorsk peuvent aussi être écrits en nynorsk, mais un tel usage demeure peu fréquent. Les mots en høgnorsk ressemblent généralement davantage au vieux norrois que ceux issus du nynorsk.
Exemples :
| Nynorsk  | Høgnorsk   | Vieux norrois | Français |
| -------- | ---------- | ------------- | -------- |
| å gå     | å ganga    | at ganga      | marcher  |
| går      | gjeng      | gengr         | marche   |
| gjekk    | gjekk      | gekk          | marchait |
| har gått | hev gjenge | hefir gengit  | a marché |

| Nynorsk | Høgnorsk | Vieux norrois | Français    |
| ------- | -------- | ------------- | ----------- |
| ei sol  | ei sol   | (ein) sol     | un soleil   |
| sola    | soli     | solin         | le soleil   |
| soler   | soler    | solir         | des soleils |
| solene  | solene   | solirna       | les soleils |

| Nynorsk    | Høgnorsk   | Vieux norrois | Français    |
| ---------- | ---------- | ------------- | ----------- |
| ei stjerne | ei stjerna | (ein) stjerna | une étoile  |
| stjerna    | stjerna    | stjernan      | l'étoile    |
| stjerner   | stjernor   | stjernur      | des étoiles |
| stjernene  | stjernone  | stjernurna    | les étoiles |